# Faust (ban nhạc)
Faust (nghĩa là: "nắm tay") là một ban nhạc krautrock người Đức. Được thành lập năm 1971 tại Wümme, ban nhạc ban đầu gồm Werner "Zappi" Diermaier, Hans Joachim Irmler, Arnulf Meifert, Jean-Hervé Péron, Rudolf Sosna and Gunther Wüsthoff, làm việc với nhà sản xuất Uwe Nettelbeck và kỹ thuật viên Kurt Graupner.

## Lịch sử

### 1971–1975
Faust thành lập năm 1971 tại vùng nông thôn Wümme. Họ ký hợp đồng với hãng Polydor và nhanh chóng thu âm album đầu tay, Faust, dù không thành công thương mại nhưng lại được các nhà phê bình ca ngợi vì sự sáng tạo và tạo nên một lượng người hâm mộ nhất định. Sau khi Meifert rời nhóm, ban nhạc thu album thứ hai có kiểu nhạc hơi dễ nghe hơn, So Far. Faust trở thành một trong những ban nhạc nổi bật trong một thể loại nhạc mà sau đó sẽ có tên krautrock.
Faust là một trong những nghệ sĩ đầu tiên ký hợp đồng với Virgin Records của Richard Branson, hãng đã có những chiến dịch tiếp thị có thể nói là khó khăn vào thời đó, mục tiêu là giới thiệu Faust tới thính giả nước Anh. The Faust Tapes là một album cắt-dán, ghép nối lại một số lớn những đoạn nhạc từ tập hợp những bản thu riêng của ban nhạc mà ban đầu không có ý định phát hành. Virgin phát hành nó với giá tiền của một đĩa đơn khi đó, 48 pence. The Faust Tapes bán hơn 100.000 bản nhưng do giá tiền thấp nên không vào được bảng xếp hạng.
Sau khi hợp tác cùng Tony Conrad trong album Outside the Dream Syndicate, Faust thu Faust IV ở phòng thu của Virgin tại Anh. Ban nhạc tan rã năm 1975 sau khi Virgin từ chối album thứ năm (vài bản thu sau đó xuất hiện trong Munich and Elsewhere), nhưng lại tái bản nhiều nhạc phẩm qua Recommended Records của Chris Cutler.

### 1975–1990: Tan rã và "biến mất"
Sau khi tan rã Faust, không có nhiều thông tin về các thành viên của nhóm; catalogues Recommended Records có nói về sự "biến mất" của nhóm. Trang web chính thức liệt kê ba buổi diễn của nhóm vào thập niên 1980, và album "Patchwork", một tập hợp những outtake, với ba đoạn nhạc vụn (snippet) được thu vào thời kỳ nay, nhưng ngoài ra, hoạt động của nhóm từ năm 1975 tới 1990 vẫn hoàn toàn mờ mịt.

## Đĩa nhạc

### Album phòng thu
- Faust (1971)
- Faust So Far (1972)
- The Faust Tapes (1973)
- Faust IV (1973)
- Rien (1994)
- You Know FaUSt (1997)
- Faust Wakes Nosferatu (1997)
- Ravvivando (1999)
- C'est Com...Com...Complique (2009)
- Faust Is Last (2010) – Hans Joachim Irmler's Faust
- Something Dirty (2011)
- J US t (2014)[3]
- Fresh Air (2017)

### Album hợp tác
- Outside the Dream Syndicate (1973) – hợp tác với Tony Conrad
- Derbe Respect, Alder (2004) – hợp tác với Dälek
- Outside the Dream Syndicate Alive (2005) – hợp tác với Tony Conrad
- Disconnected (2007) – hợp tác với Nurse with Wound
- Poison Is (Not) the Word (2012) – Jean-Herve Peron hợp tác với THEME và Zsolt Sores
- ...Live at Clouds Hill (Vinylbox #3) (2013) – hợp tác với Omar Rodríguez-López

### Đĩa đơn
- "So Far" (1972) (re-issue in 2010)
- "Chemical Imbalance" (1990)
- "Überschall 1996" (1996) – đĩa đơn split với Stereolab và Foetus
- "Trafics" (1997) – đĩa đơn split với La Kuizine
- "Wir Brauchen Dich" (2001)

### Album tổng hợp
- Munich and Elsewhere (1986)
- The Last LP: Faust Party No. 3, 1971–1972 (1988)
- 71 Minutes of Faust (1988) Compilation of material from the above two
- Faust/Faust So Far (2000)
- The Wumme Years: 1970–1973 (2000)
- BBC Sessions + (2001)

### Album trực tiếp và nhạc phẩm khác
- Faust 5 (1975) – never officially released, it exists only in the form of a Virgin Records promotional cassette
- Faust Concerts, Volume 1: Live in Hamburg, 1990 (1994)
- Faust Concerts, Volume 2: Live in London, 1992 (1994)
- BBC Sessions/Kisses for Pythagoras LP Lmt. Ed. (1996)
- Untitled (1996) – compilation of live and studio material
- Edinburgh 1997 [live] (1997)
- Land of Ukko & Rauni [live] (2000)
- Freispiel (2002) – remixes of Ravviviando
- Patchwork 1971–2002 (2002) – compilation of remixed and unreleased material
- Abzu (2003) – 4 CDs box with interviews and unreleased, live, solo and remixed tracks
- Collectif Met(z) (2005) – 3 CDs box + video CD
- Silver Monk Time (2006) – tribute album to The Monks by various artists; Faust contribute one track
- Live in Krakow 2006 (2007)
- ... In Autumn (2007) – 3 CDs box + 1 DVD, recorded 2005
- Od Serca Do Duszy [live] (2007) – 2xCD
- Kleine Welt [live] (2008) – Hans Joachim Irmler's Faust, recorded 2006
- Schiphorst 2008 [live] (2009) – recorded at the Schiphorst Festival
- Clouds Hill Hamburg Studio Sessions 2009 (2009) – CDR of rehearsals, recorded February 2009
- Live in Oslo (2009) – CDR
- WFMU Fest in Brooklyn [live] (2010) – recorded ngày 1 tháng 10 năm 2009
- Radical Mix (2012) – CDR, remix

### Phim
- Impressions (2006) – DVD
- Trial and Error (2007) – DVD, recorded 2005
- Faust: Nobody Knows If It Ever Happened (2007) – DVD on Ankst (live at The Garage, London, 1996)
- Klangbad: Avant-garde in the Meadows (2010) – DVD on Play Loud! Productions, Hans Joachim Irmler's Faust
- Faust: Live at Klangbad Festival (2010) – DVD on Play Loud! Productions, Hans Joachim Irmler's Faust
- Faust: Where Roads Cross (2013) – DVD on 6ème Droite – (More info here: http://6emedroite.com/DVD-Faust-Where-Roads-Cross Lưu trữ ngày 6 tháng 2 năm 2016 tại Wayback Machine)